# Kenneth Myers
Kenneth „Ken“ Myers (* 26. August 1896 in Norristown; † 22. September 1974) war ein US-amerikanischer Rudersportler. Neben Paul Costello, John B. Kelly senior und Conn Findlay ist er der einzige US-Ruderer, der drei olympische Medaillen gewinnen konnte.
Kenneth Myers gewann mit Silber seine erste olympische Medaille gemeinsam mit seinen Klubkameraden Carl Klose, Franz Federschmidt und Erich Federschmidt vom Pennsylvania Barge Club und dem Steuermann Sherman Clark bei den Olympischen Sommerspielen 1920 in Antwerpen im Vierer mit Steuermann hinter der Mannschaft aus der Schweiz. Acht Jahre später nahm er an den Olympischen Sommerspielen 1928 in Amsterdam teil. Hier trat er in der Einer-Regatta an und wurde hinter dem Australier Henry Pearce erneut Silbermedaillengewinner. 1929 gewann er zwei Titel im Einer bei den US-Meisterschaften. Zum dritten Mal nahm er, mittlerweile für den Bachelors Barge Club startend, an den Olympischen Sommerspielen 1932 in Los Angeles teil. Gemeinsam mit William Gilmore trat er im Doppelzweier an und gewann die Goldmedaille.